# Злынская сельская община
Злынская сельская община (укр. Злинська сільська громада) — территориальная община в Новоукраинском районе Кировоградской области Украины.
Административный центр — село Злынка.
Население составляет 5850 человек. Площадь — 276,3 км².
Община создана 14 января 2019 года, путём объединения территорий Злынского и Рассоховатского сельских советов Маловисковского района. В 2020 году в общину также вошёл Плетеноташлыцкий сельсовет.

## Населённые пункты
В состав общины входит 5 сёл:
- Злынка
- Плетеноташлыцкий старостинский округ:
  - Плетеный Ташлык
  - Станция Ташлык
  - Шевченково
- Рассоховатский старостинский округ:
  - Рассоховатка